# Orotava cribrata
Orotava cribrata är en tvåvingeart som först beskrevs av Jacques-Marie-Frangile Bigot 1892.  Orotava cribrata ingår i släktet Orotava och familjen borrflugor.
Artens utbredningsområde är Kanarieöarna. Inga underarter finns listade i Catalogue of Life.